# 旧居留地91番地塀
旧居留地91番地塀（きゅうきょりゅうち91ばんちへい）は、神奈川県横浜市中区山下町に現存する、外国人居留地時代の街路塀である。「91番地」の名称は塀が現存する場所に由来する。2001年（平成13年）11月1日に横浜市登録地域文化財（有形文化財）に登録された。

## 概要
所在地の居留地91番地は、1868年（明治元年）にイタリアから来日したイシドーロ・デローロが、1870年（明治3年）に創業した蚕種・生糸輸出を扱う「デローロ商会」の場所で、1965年（昭和40年）まで存続していた（1872年（明治5年） - 1879年（明治12年）の間に空白期間がある）。塀はその商社の街路塀の可能性がある。
2001年（平成13年）にマンション建設時に土中から見つかった。下部の擁壁部は石造りで、その上に煉瓦を積んでモルタルを塗る構造の塀は、明治時代居留地の街路塀の作り方であり、関東大震災より前に作られた可能性があるという。2020年（令和2年）現在は、建設されたマンション前に、モニュメント状に設置されている。